# مورتين سوربالي
مورتين سوربالي (بالدنماركية: Morten Suurballe)‏ هو ممثل دانمركي، ولد في 8 مارس 1955 بكوبنهاغن في الدنمارك.

## وصلات خارجية
- مورتين سوربالي على موقع IMDb (الإنجليزية)
- مورتين سوربالي على موقع ألو سيني (الفرنسية)
- مورتين سوربالي على موقع أول موفي (الإنجليزية)
- مورتين سوربالي على موقع قاعدة بيانات الأفلام السويدية (السويدية)
- مورتين سوربالي على موقع قاعدة بيانات الفيلم (الإنجليزية)
- مورتين سوربالي على موقع كينوبويسك (الروسية)